# مادس پدرسن
مادس پدرسن (انگلیسی: Mads Pedersen؛ زادهٔ ۱۸ دسامبر ۱۹۹۵) دوچرخه‌سوار اهل دانمارک است. در حال حاضر برای تیم جهانی دوچرخه‌سواری ترک-سگافردو رکاب می‌زند. در سپتامبر ۲۰۱۹، او در مسابقات قهرمانی دوچرخه‌سواری جاده جهان (۲۰۱۹) مردان در یورک‌شر انگلستان پیروز شد و اولین دوچرخه سوار دانمارکی شد که عنوان قهرمانی مسابقات جاده ای قهرمانی جهان را به دست آورد.
از باشگاه‌هایی که در آن بازی کرده‌است می‌توان به تیم دوچرخه‌سواری اشتاتینگ سرویس گروپ و تیم دوچرخه‌سواری کولت انرژی نیز اشاره کرد.
وی در مسابقات کشوری و بین‌المللی در مجموع برندهٔ ۱ مدال طلا شده‌است.